# Avenir Telecom
Avenir Telecom este un distribuitor francez de telefoane mobile, accesorii si servicii de telecomunicații, ce operează peste magazinele Internity în România și Bulgaria.  Magazinele din Franța, Marea Britanie, Spania, Portugalia au fost vândute sau închise.
Compania este prezentă în România din anul 1999. În anul 2000, a cumpărat rețeaua de distribuție GlobalNET, deținută de omul de afaceri Liviu Nistoran. În noiembrie 2004, a achiziționat rețeaua de 45 de magazine deținute de Goldstern International, grup controlat de omul de afaceri timișorean Andrei Cubițchi. Din aprilie 2006, Internity distribuie exclusiv produse și servicii Telekom Romania (anterior Cosmote) în magazinele sale.